# Augsburg.tv
augsburg.tv (Kurzname auch a.tv) ist ein regionaler Fernsehsender für die Stadt Augsburg sowie die Landkreise Aichach-Friedberg, Donau-Ries, Dillingen und Günzburg. Der Sender widmet sich vor allem lokalen und regionalen Themen, die für Bewohner des Ballungsraumes Augsburg von Bedeutung sind.
Gesellschafter der a.tv GmbH & Co. KG sind seit 1. Januar 2012 die rt1.media group GmbH mit 50,1 %, die Mediengruppe Sankt Ulrich Verlag mit 37,3 % und die Studio Gong GmbH & Co. Studiobetriebs KG mit 19,07 %. Der Schwestersender von augsburg.tv ist allgäu.tv, der auch als a.tv | fernsehen fürs allgäu firmiert.
Geschäftsführer sind Holger Haas und Ruth Klaus.

## Programm

### Im Kabel
Das Programm des Senders widmet sich fast ausschließlich lokalen Themen aus dem Gebiet Augsburg mit West- und Nordschwaben.
Hauptbestandteil des Programms ist das Nachrichtenmagazin „a.tv | aktuell“, das von Montag bis Freitag um 18 Uhr erstausgestrahlt wird. Die Sendezeit von „a.tv | aktuell“ beträgt regulär 30 Minuten, an Feiertagen ist die Sendung auf 15 Minuten verkürzt. Am Samstag und Sonntag sendet a.tv zu dieser Zeit den halbstündigen Wochenrückblick „a.tv | DieWoche“, der die wichtigsten Themen der Woche zusammenfasst. Diese Hauptnachrichtensendungen werden bis zum nächsten Tag um 17.00 Uhr zu jeder vollen Stunde wiederholt.
Daneben umfasst das Programm des Senders Sportmagazine mit Meldungen zu den beiden Augsburger Profimannschaften FC Augsburg (Fußball) und Augsburger Panther (Eishockey), das Szene- und Gesellschaftsmagazin „a.tv | backstage“, die Talksendung „a.tv | Zeit zu Reden“, das Gesundheitsmagazin „a.tv | Gesundheit“, die „Heimatzeit“, das Wirtschafts- und Innovationsmagazin „Vorsprung Schwaben“ und das Lifesytle- und Verbrauchermagazin „a.tv | Tipps & Trends“.

### Über Satellit
Über das Astra Satellitensystem hat der Sender mittlerweile einen eigenen 24 Stunden Kanal.

### Via IPTV
Seit 3. März 2014 ist a.tv über die IPTV-Plattform der Deutschen Telekom (Telekom Entertain) frei empfangbar.

## Empfang
a.tv sendet 24 Stunden am Tag auf dem eigenen Kanal S18 im Kabel für die Stadt Augsburg und die Landkreise Aichach-Friedberg, Augsburg, Dillingen, Donau-Ries und Günzburg. Werktags von 18.00 bis 18.30 Uhr ist das Programm auch im Regionalfenster von RTL zu sehen.
Seit Mitte Februar 2012 bietet a.tv zudem einen Livestream an.
Die genauen Empfangsdaten über Satellit (Astra):
- Kennung: a.tv
- Transponder: 21
- Polarisation: horizontal
- Downlinkfrequenz: 11.523,25 MHz
- Symbolrate: 22.0MSymb/s
- FEC: 5/6
- Position: 19,2° Ost

## Moderatoren (Auswahl)
- Silvia Laubenbacher, † 2022, (a.tv Aktuell, Gartenträume, Zeit zu Reden)
- Jan Klukkert (a.tv Aktuell, Gesundheit, Zeit zu Reden)
- Sabine Köppe (a.tv aktuell, Vorsprung Schwaben)
- Andrea Horn (a.tv I Sondersendungen)
- Rolf Störmann (a.tv | Kochclub)
- Herr Braun (a.tv | Proscht, Herr Braun!)
- Tom Scharnagl (a.tv Sport, a.tv Aktuell, Zeit zu Reden)
- Isabel von Morgenstern (a.tv | aktuell)
- Claudia Markert (a.tv | Am Puls)

## Ehemalige Moderatoren (Auswahl)
- Lea Wagner (a.tv | Hallo Günzburg, a.tv | aktuell)
- Anna Singer (a.tv | Land & Leute, a.tv | Im Wittelsbacher Land, a.tv | Lug ins Land)
- Franziska Niebert (a.tv | Zwischen Donau und Ries, a.tv | Sport)
- Jan Werner (a.tv | Zwischen Donau und Ries, a.tv | Sport, a.tv | Arena, a.tv | Land & Leute)
- Matthias Luginger (a.tv | Lug ins Land)
- Regina Neumeyer (a.tv | Hallo Günzburg)
- Wera von Witzleben (a.tv | Hallo Günzburg, a.tv | Lug ins Land)

## Senderlogos

1994 bis Dezember 2006
Januar 2007 bis 2012
2012 bis 2014
2014 bis 2021
Seit 11. Januar 2021